# Fédération finlandaise des industries
La fédération finlandaise des industries (finnois : Suomen Teollisuusliitto) est 
une ancienne organisation de politique économique fondée en 1920 dans le but de réunir les industriels et les divers groupes industriels afin de promouvoir une production socialement bénéfique et de veiller aux intérêts communs des industriels.

## Présentation
À partir de 1924, la Fédération publie un magazine bilingue Suomen Teollisuus - Finlands Industri. 
En 1975 , La Fédération finlandaise des industries finlandaises fusionne avec la Fédération des industries forestières finlandaises et l'association des industriels pour constituer la Fédération industrielle.